# The Best Damn Thing
The Best Damn Thing er Avril Lavignes tredje udgivne cd. Den blev udgivet mandag d. 16. april 2007.

## Nummerliste
1. Girlfriend
2. I Can Do Better
3. Runaway
4. The Best Damn Thing
5. When You're Gone
6. Everything Back But You
7. Hot
8. Innocence
9. I Don't Have To Try
10. One Of Those Girls
11. Contagious
12. Keep Holding On